# Rallye du Portugal 1983
Le Rallye du Portugal 1983 (17º Rallye de Portugal Vinho do Porto), disputé du 1er au 6 mars 1983, est la cent-quatorzième manche du championnat du monde des rallyes (WRC) courue depuis 1973, et la troisième manche du championnat du monde des rallyes 1983.

## Contexte avant la course

### Le championnat du monde
Ayant succédé en 1973 au championnat international des marques (en vigueur de 1970 à 1972), le championnat du monde des rallyes se dispute sur un maximum de treize manches, comprenant les plus célèbres épreuves routières internationales, telles le Rallye Monte-Carlo, le Safari ou le RAC Rally. Depuis 1979, le championnat des constructeurs a été doublé d'un championnat pilotes, ce dernier remplaçant l'éphémère Coupe des conducteurs, organisée à seulement deux reprises en 1977 et 1978. Le calendrier 1983 intègre douze manches pour l'attribution du titre de champion du monde des pilotes dont dix sélectives pour le championnat des marques (le Rallye de Suède et le Rallye de Côte d'Ivoire en étant exclus). Les épreuves sont réservées aux catégories suivantes :
- Groupe N : voitures de grande production de série, ayant au minimum quatre places, fabriquées à au moins 5000 exemplaires en douze mois consécutifs ; modifications très limitées par rapport au modèle de série (bougies, amortisseurs).
- Groupe A : voitures de tourisme de grande production, fabriquées à au moins 5000 exemplaires en douze mois consécutifs, avec possibilité de modifications des pièces d'origine ; poids minimum fonction de la cylindrée.
- Groupe B : voitures de grand tourisme, fabriquées à au moins 200 exemplaires en douze mois consécutifs, avec possibilité de modifications des pièces d'origine (extension d'homologation portant sur 10% de la production). Les élargisseurs d'aile rapportés sont interdits[2].
- En outre, les anciennes voitures des groupes 2 (tourisme spécial) et 4 (grand tourisme spécial) sont admises à participer aux manches mondiales, mais leurs résultats ne seront pas pris en compte dans le cadre du championnat[3].

Première voiture entièrement conçue selon la réglementation du groupe B, la Lancia Rally 037 sera cette année la principale concurrente de l'Audi Quattro, championne du monde en 1982 et, depuis janvier, également homologuée en groupe B. En l'absence de neige, Walter Röhrl a donné sa première victoire à la Rally 037 lors de la manche d'ouverture, le Rallye Monte-Carlo et la Scuderia Lancia occupe la tête du championnat avec huit points d'avance sur Audi. La marque italienne ne vise cependant pas le titre pilotes, et c'est Hannu Mikkola, victorieux en Suède sur son Audi, qui a pris la tête du championnat des conducteurs.

### L'épreuve
Créée en 1967 sous le nom de Rallye TAP, l'épreuve portugaise est l'une des plus populaires d'Europe. Réputé difficile, son parcours mixte (terre et asphalte) est très sélectif. Intégré au championnat d'Europe des rallyes en 1970, le Rallye du Portugal figure au calendrier du championnat du monde depuis sa création en 1973. Vainqueur à quatre reprises entre 1975 et 1981, Markku Alén y est le plus titré. À l'origine, cette épreuve intégrait un itinéraire de concentration au départ de grandes villes européennes, mais depuis 1974, à la suite du premier choc pétrolier, elle se déroule exclusivement sur le territoire portugais.

## Le parcours

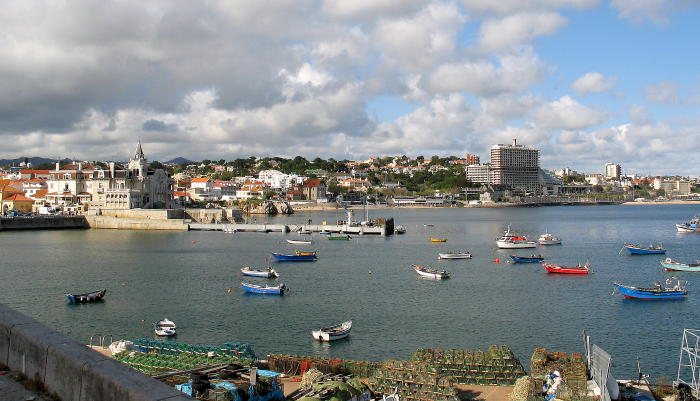
Estoril, ville organisatrice du rallye du Portugal.

- vérifications techniques : 1er mars 1983 à Estoril
- départ : 2 mars 1983 d'Estoril
- arrivée : 5 mars 1983 à Estoril
- remise des prix : 6 mars 1983 à Estoril
- distance : 2398,5 km dont 643 km sur 40 épreuves spéciales (43 épreuves initialement prévues, pour un total de 674,5 km chronométrés)
- surface des épreuves spéciales : asphalte (13,5%) et terre (86,5%)
- Parcours divisé en cinq étapes[5]

### Première étape
- Estoril - Estoril, le 2 mars
- distance : 66 km sur 9 épreuves spéciales
- surface des épreuves spéciales : asphalte

### Deuxième étape
- Estoril - Póvoa de Varzim, du 2 au 3 mars
- distance : 20,5 km sur 2 épreuves spéciales (5 épreuves initialement prévues, pour un total de 52 km chronométrés)
- surface des épreuves spéciales : asphalte

### Troisième étape
- Póvoa de Varzim - Póvoa de Varzim, le 3 mars
- distance : 161 km sur 10 épreuves spéciales
- surface des épreuves spéciales : terre

### Quatrième étape
- Póvoa de Varzim - Viseu, le 4 mars
- distance : 214 km sur 10 épreuves spéciales
- surface des épreuves spéciales : terre

### Cinquième étape
- Viseu - Estoril, le 5 mars
- distance : 181,5 km sur 9 épreuves spéciales
- surface des épreuves spéciales : terre

## Les forces en présence
- Audi

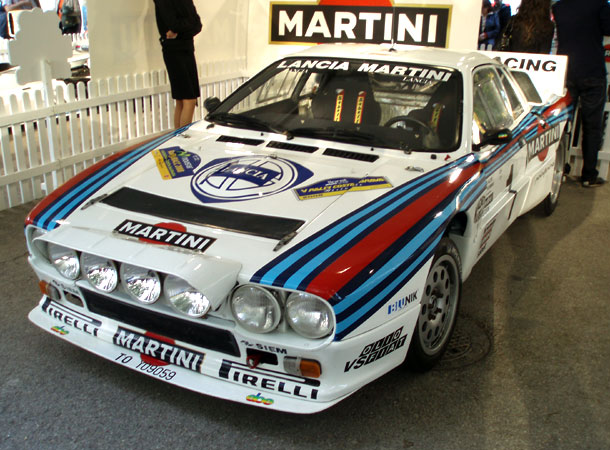
La Lancia Rally 037 groupe B.

Audi Sport a préparé trois Quattro A1 groupe B pour Hannu Mikkola, Michèle Mouton et Stig Blomqvist. Ces coupés à transmission intégrale pèsent 1120 kg ; leur moteur cinq cylindres vingt soupapes de 2144 cm3, à injection directe Bosch, suralimenté par un turbocompresseur KKK est placé en position longitudinale avant. Il développe 330 chevaux. Le pilote autrichien Franz Wittmann, engagé à titre privé, dispose pour cette course du mulet utilisé par Michèle Mouton durant les reconnaissances. Contrairement aux voitures officielles chaussées de pneus Michelin, la Quattro de Wittmann est équipée de pneus Kléber.
- Lancia

La Scuderia Lancia a engagé trois Rally 037 groupe B pour Walter Röhrl, Markku Alén et Adartico Vudafieri. Pesant 980 kg, elles sont équipées d'un moteur de quatre cylindres de 1995 cm3 en position centrale arrière, avec injection mécanique Bosch Kügelfischer. Leur compresseur volumétrique Abarth a été taré à 0,8 bar pour cette course, la puissance disponible étant de 310 chevaux. Elles utilisent des pneus Pirelli. Très agiles, les 037 sont pratiquement imbattables sur goudron, mais avec seulement deux roues motrices ne peuvent rivaliser avec les Audi lorsque l'adhérence est précaire.
- Nissan

Nissan Europe dispose de deux coupés Nissan 240RS groupe B, confiés à Timo Salonen et Terry Kaby. De conception classique, les 240RS sont dotés d'un moteur quatre cylindres de 2340 cm3 alimenté par deux carburateurs double corps Solex, d'une puissance de 240 chevaux. Leur poids à vide est de 980 kg. Elles utilisent des pneus Dunlop de fabrication japonaise.
- Renault

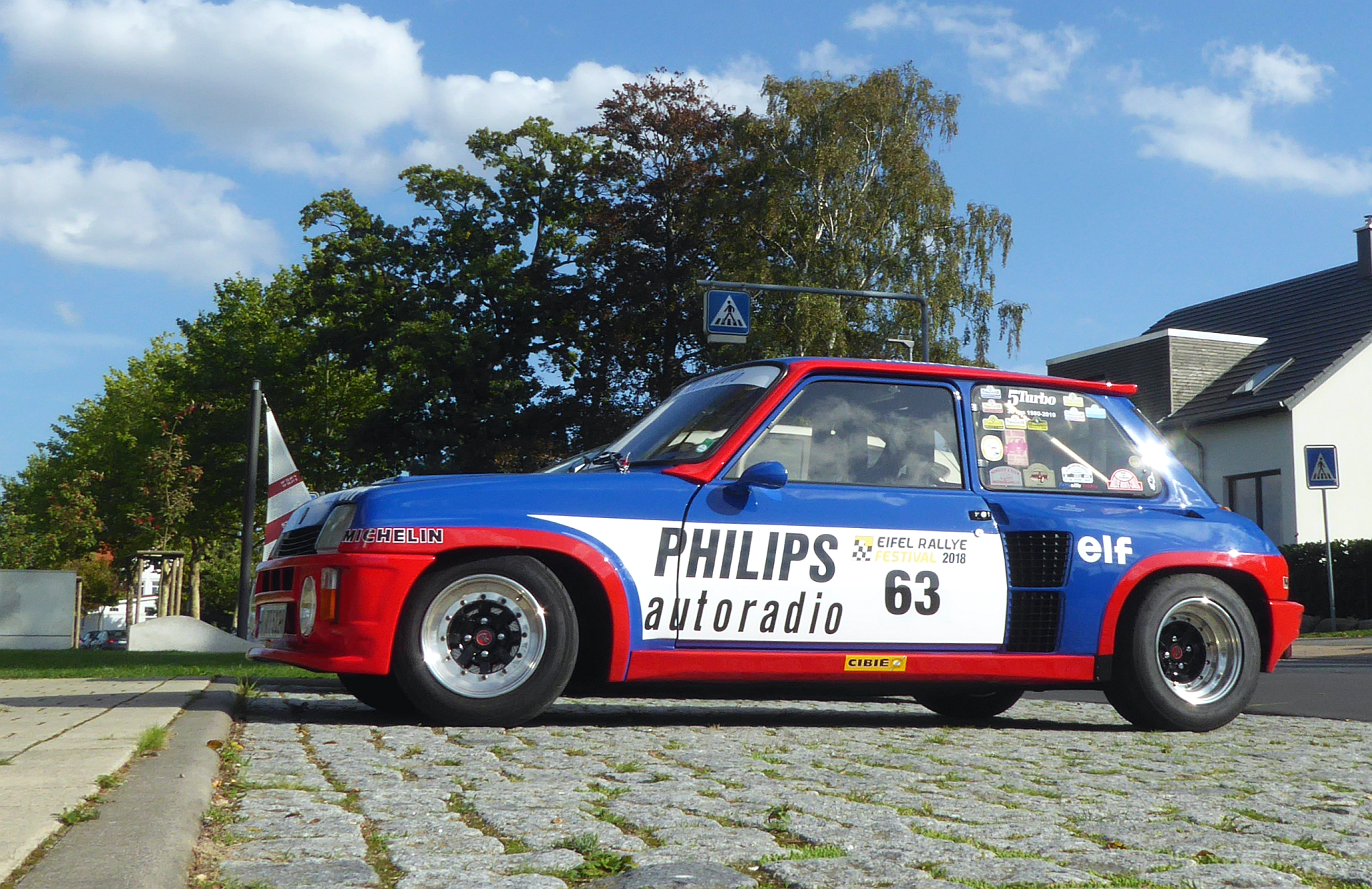
Une Renault 5 Turbo groupe B lors d'une manifestation historique.

Jean-Luc Thérier dispose de la Renault 5 Turbo groupe B aux couleurs Sodicam, avec laquelle il a disputé le dernier rallye Monte-Carlo. Elle pèse environ 930 kg. En position centrale arrière, le petit quatre cylindres de 1397 cm3 à injection électronique Bosch, suralimenté par un turbocompresseur Garrett, délivre 265 chevaux à 7200 tr/min. Thérier utilise des pneus Michelin.
- Talbot

Le pilote espagnol Antonio Zanini s'aligne sur une Sunbeam Lotus groupe B (moteur quatre cylindres seize soupapes de 2200 cm3 alimenté par deux carburateurs double-corps, 250 chevaux) engagée par Talbot Espagne. Elle est équipée de pneus Michelin.
- Citroën

Le constructeur français a engagé trois Visa Chrono groupe B pour Maurice Chomat, Philippe Wambergue et Christian Rio. Ces petites berlines de 800 kg sont des tractions. Leur moteur quatre cylindres de 1434 cm3, alimenté par deux carburateurs Weber double corps, développe 135 chevaux. Engagé à titre privé, Christian Dorche dispose d'un modèle identique. Les Visa sont chaussées de pneus Michelin.
- Ford

Beaucoup de pilotes locaux s'alignent sur des Ford Escort RS1800 groupe 4. Parmi les plus en vue, on trouve Carlos Torres, Joaquim Santos ou José Pedro Borges, qui visent la victoire dans leur catégorie.
- Opel

António Rodrigues a engagé sa propre Opel Ascona 400 groupe 4. Sa voiture étant préparée pour l'asphalte, il ne disputera que les deux premières étapes de l'épreuve.

## Déroulement de la course

### Première étape
Les équipages s'élancent d'Estoril le mercredi matin, à partir de neuf heures. Cette première étape se déroule entièrement sur asphalte, avec une triple boucle dans le parc naturel de Sintra-Cascais. Les routes sont parfaitement sèches et dans ces conditions les Lancia dominent. Premier leader, Markku Alén est bientôt dépassé par Walter Röhrl mais les deux hommes se tiennent en une poignée de secondes, devant leur coéquipier Adartico Vudafieri, ce dernier parvenant juste à faire jeu égal avec Hannu Mikkola, le plus rapide de l'équipe Audi. À l'issue des trois passages, Röhrl conserve la tête de la course avec dix-sept secondes d'avance sur Alén et plus d'une minute sur Vudafieri, qui prend de justesse la troisième place devant Mikkola. Derrière, les Audi de Stig Blomqvist et Michèle Mouton (qui a perdu un peu de temps à cause d'une crevaison lente) encadrent la Renault 5 Turbo de Jean-Luc Thérier. Huitième, Borges (sur Ford Escort) est en tête du groupe 4. Des problèmes de turbo ont coûté plus de quatre minutes à Franz Wittmann ; l'Audi privée du pilote autrichien n'occupe que le vingt-sixième rang.
| Pos. | Pilote             | Copilote              | Voiture              | Groupe | Temps       | Écart        |
| ---- | ------------------ | --------------------- | -------------------- | ------ | ----------- | ------------ |
| 1    | Walter Röhrl       | Christian Geistdörfer | Lancia Rally 037     | B      | 37 min 55 s |              |
| 2    | Markku Alén        | Ilkka Kivimäki        | Lancia Rally 037     | B      | 38 min 12 s | + 17 s       |
| 3    | Adartico Vudafieri | Maurizio Perissinot   | Lancia Rally 037     | B      | 39 min 01 s | + 1 min 06 s |
| 4    | Hannu Mikkola      | Arne Hertz            | Audi Quattro A1      | B      | 39 min 04 s | + 1 min 09 s |
| 5    | Stig Blomqvist     | Björn Cederberg       | Audi Quattro A1      | B      | 39 min 16 s | + 1 min 21 s |
| 6    | Jean-Luc Thérier   | Michel Vial           | Renault 5 Turbo      | B      | 39 min 20 s | + 1 min 25 s |
| 7    | Michèle Mouton     | Fabrizia Pons         | Audi Quattro A1      | B      | 40 min 10 s | + 2 min 15 s |
| 8    | José Pedro Borges  | Rui Bevilacqua        | Ford Escort RS1800   | 4      | 40 min 45 s | + 2 min 50 s |
| 9    | António Rodrigues  | José Cotter           | Opel Ascona 400      | 4      | 40 min 50 s | + 2 min 55 s |
| 10   | Joaquim Santos     | Miguel Oliveira       | Ford Escort RS1800   | 4      | 40 min 51 s | + 2 min 56 s |
| 11   | Timo Salonen       | Seppo Harjanne        | Nissan 240RS         | B      | 41 min 06 s | + 3 min 11 s |
| 12   | Antonio Zanini     | Victor Sabater        | Talbot Sunbeam Lotus | B      | 41 min 20 s | + 3 min 25 s |
| 13   | Carlos Torres      | Filipe Lopes          | Ford Escort RS1800   | 4      | 41 min 27 s | + 3 min 32 s |
| 14   | Carlos Bica        | Fernando Prata        | Ford Escort RS1800   | 4      | 42 min 29 s | + 4 min 34 s |
| 15   | Manuel Pereira     | José Nobre            | Renault 5 Turbo      | B      | 42 min 40 s | + 4 min 45 s |
| 16   | Terry Kaby         | Rob Arthur            | Nissan 240RS         | B      | 42 min 45 s | + 4 min 50 s |
| 17   | Christian Dorche   | Jacques Hénuset       | Citroën Visa Chrono  | B      | 43 min 00 s | + 5 min 05 s |
| 18   | 'Pêquêpê'          | Manuel Jonet          | Opel Kadett GT/E     | A      | 43 min 06 s | + 5 min 11 s |
| 26   | Franz Wittmann     | Peter Diekmann        | Audi Quattro A1      | B      | 44 min 30 s | + 6 min 35 s |

### Deuxième étape
Les concurrents repartent dans la nuit du mercredi au jeudi, en direction de Póvoa de Varzim. Avec seulement cinq épreuves chronométrées à disputer, c'est la plus courte étape du rallye. De fait, le blocage du pont de Figueira da Foz par des manifestants (des employés d'une entreprise locale privés de salaire depuis des mois) va entraîner l'annulation des trois dernières spéciales, si bien qu'au petit matin les écarts ont peu évolué, le seul changement notable parmi les favoris étant à mettre à l'actif de Mikkola, qui a repris la troisième place à Vudafieri. Borges ayant abandonné sur panne électrique, c'est maintenant Santos (également sur Ford Escort), huitième au classement général devant la Nissan de Timo Salonen, qui est en tête du groupe 4. Il reste soixante-six équipages en course.

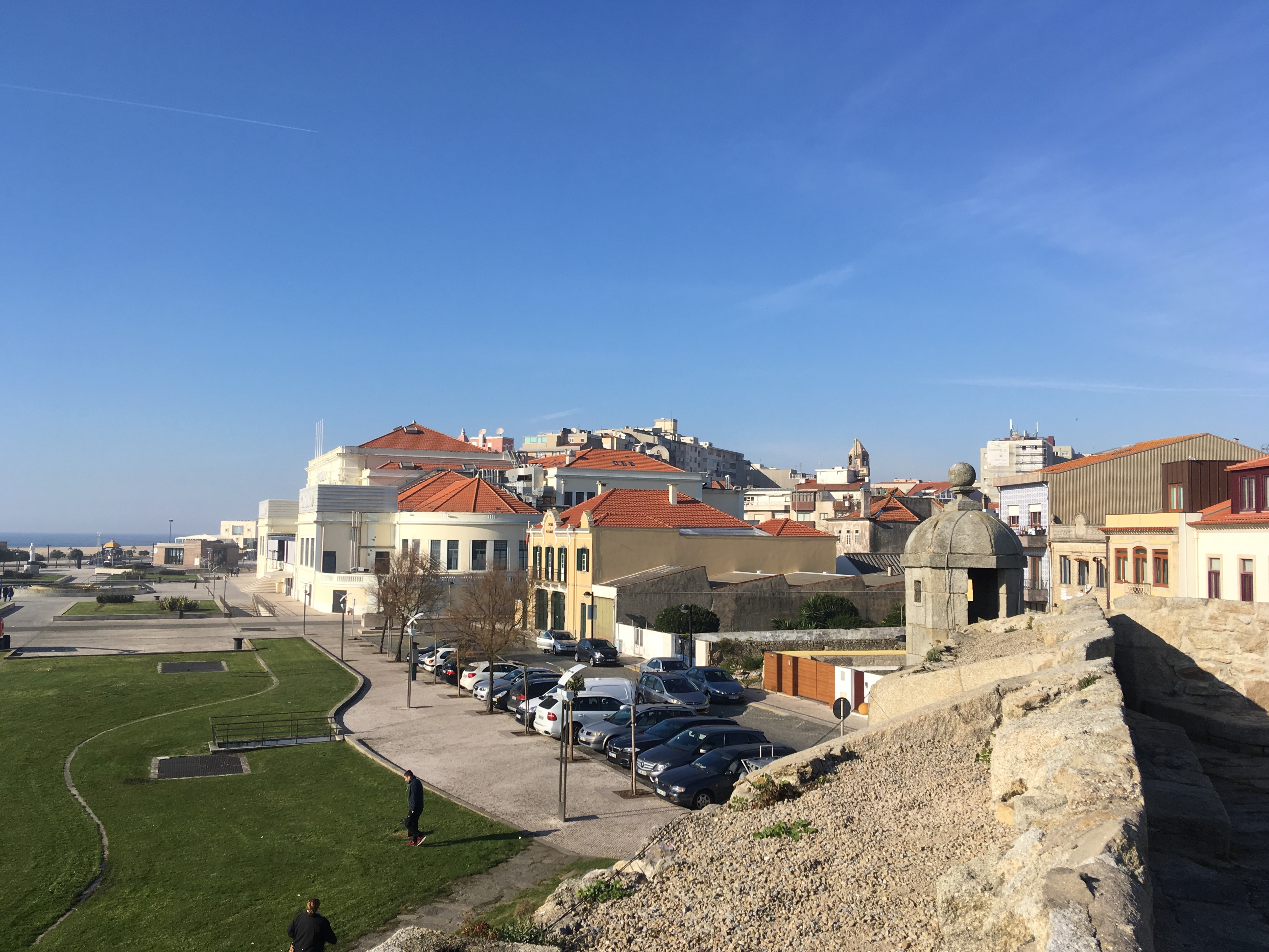
Póvoa de Varzim, terme de la deuxième étape.

| Pos. | Pilote                  | Copilote              | Voiture                 | Groupe | Temps       | Écart        |
| ---- | ----------------------- | --------------------- | ----------------------- | ------ | ----------- | ------------ |
| 1    | Walter Röhrl            | Christian Geistdörfer | Lancia Rally 037        | B      | 48 min 23 s |              |
| 2    | Markku Alén             | Ilkka Kivimäki        | Lancia Rally 037        | B      | 48 min 41 s | + 18 s       |
| 3    | Hannu Mikkola           | Arne Hertz            | Audi Quattro A1         | B      | 49 min 32 s | + 1 min 09 s |
| 4    | Adartico Vudafieri      | Maurizio Perissinot   | Lancia Rally 037        | B      | 49 min 37 s | + 1 min 14 s |
| 5    | Stig Blomqvist          | Björn Cederberg       | Audi Quattro A1         | B      | 49 min 41 s | + 1 min 18 s |
| 6    | Jean-Luc Thérier        | Michel Vial           | Renault 5 Turbo         | B      | 49 min 52 s | + 1 min 29 s |
| 7    | Michèle Mouton          | Fabrizia Pons         | Audi Quattro A1         | B      | 50 min 40 s | + 2 min 17 s |
| 8    | Joaquim Santos          | Miguel Oliveira       | Ford Escort RS1800      | 4      | 52 min 09 s | + 3 min 46 s |
| 9    | Timo Salonen            | Seppo Harjanne        | Nissan 240RS            | B      | 52 min 20 s | + 3 min 57 s |
| 10   | António Rodrigues       | José Cotter           | Opel Ascona 400         | 4      | 52 min 29 s | + 4 min 06 s |
| 11   | Antonio Zanini          | Victor Sabater        | Talbot Sunbeam Lotus    | B      | 52 min 44 s | + 4 min 21 s |
| 12   | Carlos Torres           | Filipe Lopes          | Ford Escort RS1800      | 4      | 52 min 57 s | + 4 min 34 s |
| 13   | Terry Kaby              | Rob Arthur            | Nissan 240RS            | B      | 54 min 06 s | + 5 min 43 s |
| 14   | Carlos Bica             | Fernando Prata        | Ford Escort RS1800      | 4      | 54 min 25 s | + 6 min 02 s |
| 15   | Manuel Pereira          | José Nobre            | Renault 5 Turbo         | B      | 54 min 48 s | + 6 min 25 s |
| 16   | Georg Fischer           | Michael Weinziert     | Mitsubishi Lancer Turbo | 4      | 55 min 25 s | + 7 min 02 s |
| 17   | Franz Wittmann          | Peter Diekmann        | Audi Quattro A1         | B      | 55 min 36 s | + 7 min 13 s |
| 18   | Christian Dorche        | Jacques Hénuset       | Citroën Visa Chrono     | B      | 55 min 47 s | + 7 min 24 s |
| 19   | 'Pêquêpê'               | Manuel Jonet          | Opel Kadett GT/E        | A      | 55 min 51 s | + 7 min 28 s |
| 20   | José Pedro Borges       | Rui Bevilacqua        | Ford Escort RS1800      | 4      | 55 min 57 s | + 7 min 34 s |
| 21   | António Santinho Mendes | Rui Cunha             | Nissan Violet 160J      | 2      | 56 min 31 s | + 8 min 08 s |

### Troisième étape
Les concurrents repartent de Póvoa de Varzim le jeudi après-midi. Le parcours, comprenant deux boucles de cinq épreuves spéciales, toutes sur terre. Après le renoncement de Rodrigues (classé dixième, le pilote local ne désirait pas faire rouler son Opel Ascona 400 sur piste et ne s'est pas présenté au départ), on ne compte plus que soixante-cinq voitures en course. Cette fois, le terrain favorise les Audi : Mikkola, Blomqvist et Mouton réduisent rapidement leur retard sur les Lancia et dès la fin de la première boucle Blomqvist et Mikkola débordent Röhrl, s'emparant des deux premières places. Le pilote allemand préfère ménager sa voiture en deuxième partie d'étape et se fait déborder par son coéquipier Alén (qui continue à attaquer) et Michèle Mouton. Alors qu'il se maintenait en sixième position, Thérier doit renoncer, la suspension avant de sa Renault 5 ayant lâché. Des problèmes d'amortisseurs et une crevaison vont momentanément priver Blomqvist du commandement, au profit de Mikkola, mais le pilote suédois reprend aussitôt l'avantage et parvient à rallier Póvoa de Varzim avec trois secondes d'avance sur son coéquipier. Troisième, Alén est à une demi-minute des deux Audi de tête, directement menacé par Michèle Mouton qui ne compte plus qu'une vingtaine de secondes de retard sur la mieux placée des Lancia. Röhrl et Vudafieri sont respectivement cinquième et sixième, mais le pilote italien compte déjà plus de huit minutes de retard et ne peut plus se mêler à la lutte pour la victoire. C'est toujours Santos qui mène le jeu en groupe 4, le pilote portugais est neuvième derrière la Nissan de Salonen et la Talbot d'Antonio Zanini. Il reste quarante-huit équipages en course.

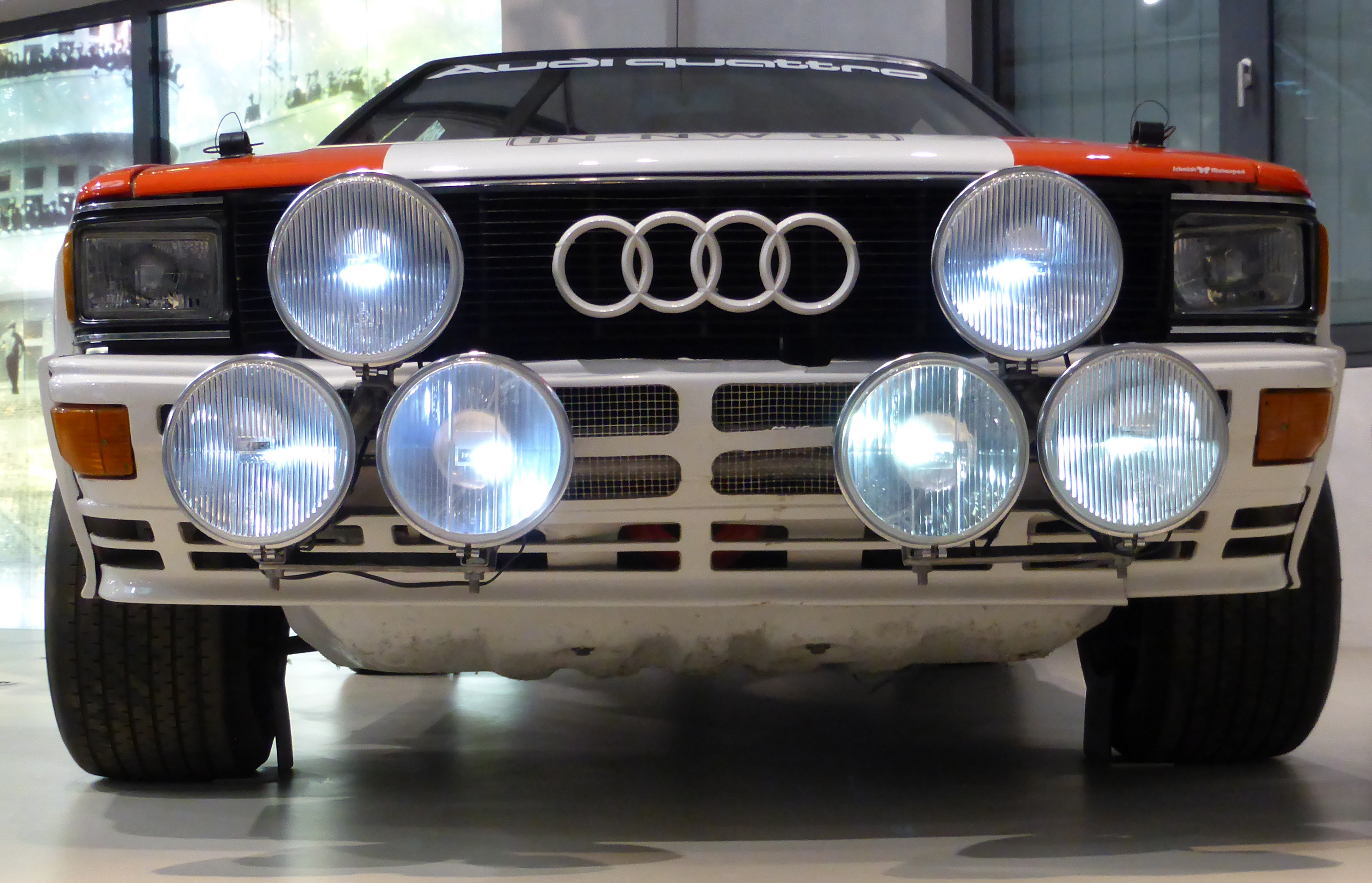
À l'issue de la première étape disputée sur terre, les Audi Quattro se sont emparées des deux premières places, Blomqvist devançant Mikkola d'une poignée de secondes.

| Pos. | Pilote                  | Copilote              | Voiture                 | Groupe | Temps           | Écart         |
| ---- | ----------------------- | --------------------- | ----------------------- | ------ | --------------- | ------------- |
| 1    | Stig Blomqvist          | Björn Cederberg       | Audi Quattro A1         | B      | 2 h 44 min 26 s |               |
| 2    | Hannu Mikkola           | Arne Hertz            | Audi Quattro A1         | B      | 2 h 44 min 29 s | + 3 s         |
| 3    | Markku Alén             | Ilkka Kivimäki        | Lancia Rally 037        | B      | 2 h 45 min 02 s | + 36 s        |
| 4    | Michèle Mouton          | Fabrizia Pons         | Audi Quattro A1         | B      | 2 h 45 min 24 s | + 58 s        |
| 5    | Walter Röhrl            | Christian Geistdörfer | Lancia Rally 037        | B      | 2 h 45 min 47 s | + 1 min 21 s  |
| 6    | Adartico Vudafieri      | Maurizio Perissinot   | Lancia Rally 037        | B      | 2 h 52 min 35 s | + 8 min 09 s  |
| 7    | Timo Salonen            | Seppo Harjanne        | Nissan 240RS            | B      | 2 h 55 min 44 s | + 11 min 18 s |
| 8    | Antonio Zanini          | Victor Sabater        | Talbot Sunbeam Lotus    | B      | 2 h 58 min 09 s | + 13 min 43 s |
| 9    | Joaquim Santos          | Miguel Oliveira       | Ford Escort RS1800      | 4      | 2 h 58 min 52 s | + 14 min 26 s |
| 10   | Terry Kaby              | Rob Arthur            | Nissan 240RS            | B      | 3 h 00 min 56 s | + 16 min 30 s |
| 11   | Franz Wittmann          | Peter Diekmann        | Audi Quattro A1         | B      | 3 h 01 min 25 s | + 16 min 59 s |
| 12   | Carlos Torres           | Filipe Lopes          | Ford Escort RS1800      | 4      | 3 h 03 min 47 s | + 19 min 21 s |
| 13   | António Santinho Mendes | Rui Cunha             | Nissan Violet 160J      | 2      | 3 h 09 min 03 s | + 24 min 37 s |
| 14   | Carlos Bica             | Fernando Prata        | Ford Escort RS1800      | 4      | 3 h 11 min 45 s | + 27 min 19 s |
| 15   | Georg Fischer           | Michael Weinziert     | Mitsubishi Lancer Turbo | 4      | 3 h 11 min 48 s | + 27 min 22 s |
| 16   | Maurice Chomat          | Didier Breton         | Citroën Visa Chrono     | B      | 3 h 12 min 42 s | + 28 min 16 s |
| 17   | Jorge Ortigão           | João Baptista         | Toyota Starlet          | 2      | 3 h 15 min 52 s | + 31 min 26 s |
| 18   | José Pedro Borges       | Rui Bevilacqua        | Ford Escort RS1800      | 4      | 3 h 15 min 54 s | + 31 min 28 s |
| 19   | Christian Dorche        | Jacques Hénuset       | Citroën Visa Chrono     | B      | 3 h 16 min 15 s | + 31 min 49 s |
| 20   | 'Tchine'                | Pierre Thimonier      | Opel Ascona             | 2      | 3 h 18 min 40 s | + 34 min 14 s |

### Quatrième étape
Les équipages restant en course repartent de Póvoa de Varzim le vendredi en fin de matinée, en direction de Viseu, le parcours se disputant exclusivement sur terre. En lutte pour la victoire, Mikkola et Blomqvist se donnent à fond dès le secteur de Fafe. Mikkola améliore son propre record sur ce tronçon mais ne reprend qu'une seconde à son coéquipier, qui se maintient en tête. Dans la spéciale suivante, malgré une piste défoncée, Mikkola réalise un chrono exceptionnel, distançant nettement les autres favoris. Il reprend la tête du rallye avec près de quarante secondes sur Blomqvist, qui a hypothéqué une bonne partie de ses chances en touchant un rocher, endommageant la suspension et le différentiel arrière. Au point d'assistance, seule la suspension peut être réparée et le pilote repart avec seulement deux roues motrices. Mais dans le secteur de Senhora da Graça, après seulement quelques kilomètres, le pont arrière se bloque complètement. Intervenant sur place, les mécaniciens enlèvent l'arbre de transmission arrière, mais l'équipage va encaisser plus d'une demi-heure de pénalisation et se retrouver hors délai. Retardé par une crevaison, Mikkola conserve toutefois le commandement, Alén et Mouton ayant connu la même mésaventure. Épargné, Röhrl réalise une excellente opération, accédant à la seconde place à un peu plus d'une minute de Mikkola. Mouton est troisième, mais une seconde crevaison l'a contrainte à terminer la spéciale sur la jante et la Française compte désormais plus de quatre minutes de retard. Quatrième, Alén s'est blessé au coude droit et va dès lors devoir adopter un rythme beaucoup moins soutenu. Attaquant sans relâche, Michèle Mouton va se montrer la plus rapide dans les sept épreuves suivantes, comblant une bonne partie de son retard sur Röhrl. À l'arrivée à Viseu, Mikkola a porté son avance sur la Lancia à deux minutes, tandis que la Française s'en est rapprochée à une minute et vingt secondes. Contraint de rouler à sa main, Alén se contente d'assurer sa quatrième place, loin devant son coéquipier Vudafieri qui a plus d'un quart d'heure de retard. Un problème de boîte de vitesses a entraîné l'abandon de Salonen, et c'est désormais la Talbot de Zanini qui occupe la sixième place, devant la Ford Escort de Santos, toujours largement en t6ete du groupe 4. Il ne reste plus que trente-cinq voitures en course.

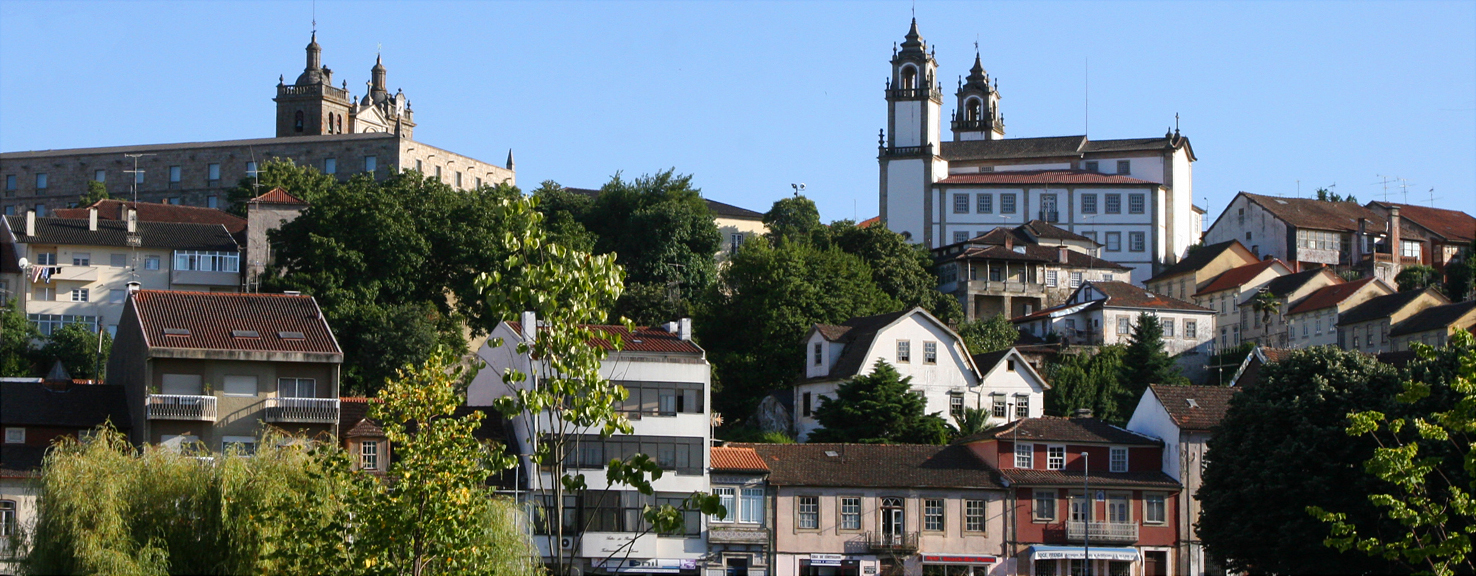
Viseu, ville arrivée de la quatrième étape.

| Pos. | Pilote                  | Copilote              | Voiture                 | Groupe | Temps           | Écart             |
| ---- | ----------------------- | --------------------- | ----------------------- | ------ | --------------- | ----------------- |
| 1    | Hannu Mikkola           | Arne Hertz            | Audi Quattro A1         | B      | 5 h 11 min 36 s |                   |
| 2    | Walter Röhrl            | Christian Geistdörfer | Lancia Rally 037        | B      | 5 h 13 min 38 s | + 2 min 02 s      |
| 3    | Michèle Mouton          | Fabrizia Pons         | Audi Quattro A1         | B      | 5 h 14 min 59 s | + 3 min 23 s      |
| 4    | Markku Alén             | Ilkka Kivimäki        | Lancia Rally 037        | B      | 5 h 18 min 03 s | + 6 min 27 s      |
| 5    | Adartico Vudafieri      | Maurizio Perissinot   | Lancia Rally 037        | B      | 5 h 28 min 34 s | + 16 min 58 s     |
| 6    | Antonio Zanini          | Victor Sabater        | Talbot Sunbeam Lotus    | B      | 5 h 36 min 20 s | + 24 min 44 s     |
| 7    | Joaquim Santos          | Miguel Oliveira       | Ford Escort RS1800      | 4      | 5 h 37 min 20 s | + 25 min 44 s     |
| 8    | Franz Wittmann          | Peter Diekmann        | Audi Quattro A1         | B      | 5 h 40 min 01 s | + 28 min 25 s     |
| 9    | Terry Kaby              | Rob Arthur            | Nissan 240RS            | B      | 5 h 40 min 05 s | + 28 min 29 s     |
| 10   | António Santinho Mendes | Rui Cunha             | Nissan Violet 160J      | 2      | 5 h 55 min 53 s | + 44 min 17 s     |
| 11   | Georg Fischer           | Michael Weinziert     | Mitsubishi Lancer Turbo | 4      | 6 h 01 min 46 s | + 50 min 10 s     |
| 12   | Carlos Bica             | Fernando Prata        | Ford Escort RS1800      | 4      | 6 h 04 min 32 s | + 52 min 56 s     |
| 13   | Jorge Ortigão           | João Baptista         | Toyota Starlet          | 2      | 6 h 08 min 46 s | + 57 min 10 s     |
| 14   | 'Tchine'                | Pierre Thimonier      | Opel Ascona             | 2      | 6 h 19 min 30 s | + 1 h 07 min 54 s |
| 15   | Christian Dorche        | Jacques Hénuset       | Citroën Visa Chrono     | B      | 6 h 19 min 47 s | + 1 h 08 min 11 s |

### Cinquième étape

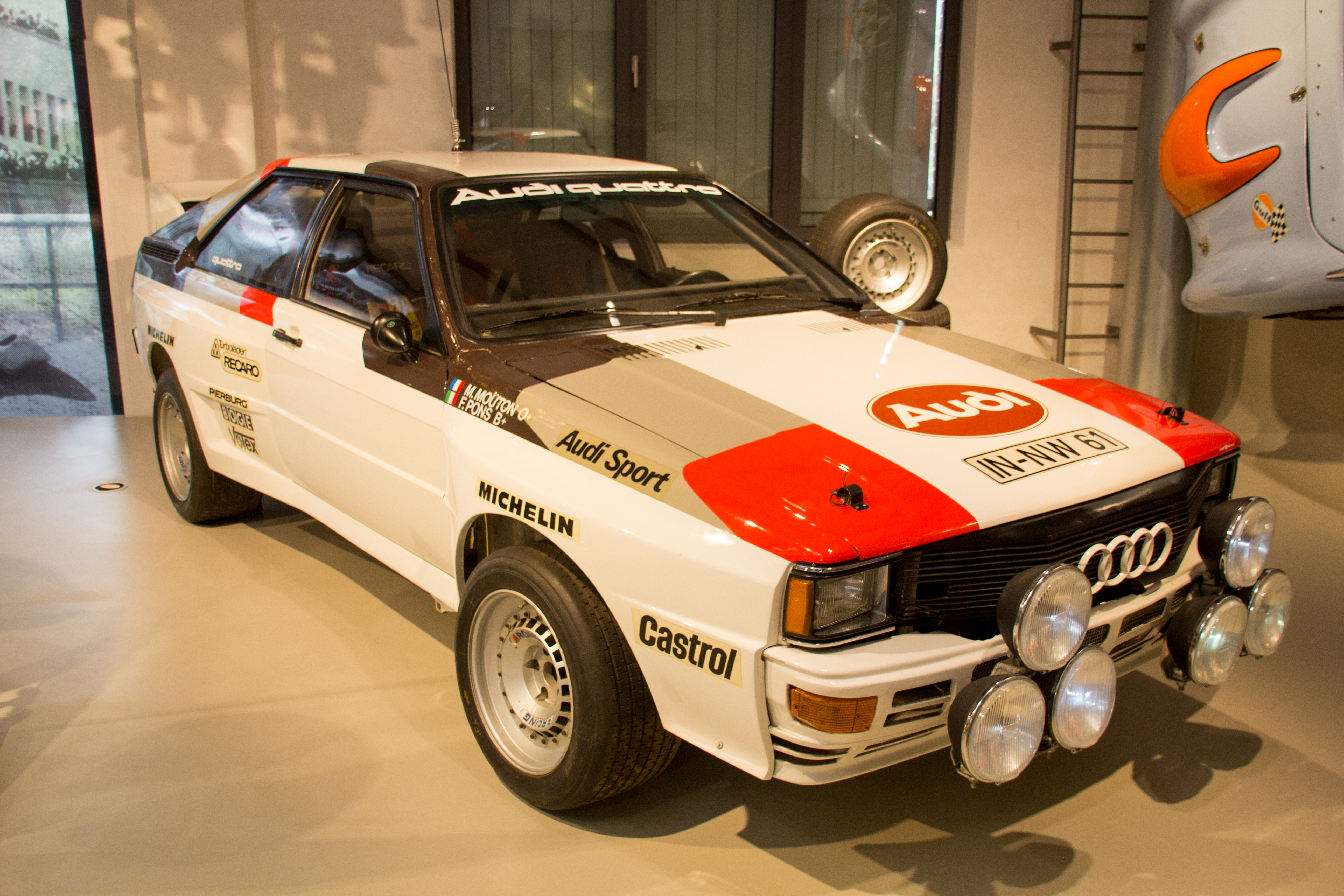
L'Audi Quattro de Michèle Mouton. Retardée en début d'épreuve, la Française a attaqué sans relâche pour remonter à la deuxième place, derrière son coéquipier Hannu Mikkola.

Disputée le samedi, la dernière étape ramène les concurrents au sud du pays. L'intégralité du parcours restant à disputer se déroule sur terre. Fort de ses deux minutes d'avance sur Röhrl, Mikkola semble avoir la course en mains. Talonné par Mouton, Röhrl attaque dans le secteur d'Arganil où il se montre le plus rapide, augmentant de vingt secondes son avance sur la Française, qui a fait jeu égal avec Mikkola. Elle réagit et réalise le meilleur temps dans les épreuves suivantes, mais Röhrl se défend bien et après le passage de Lousã conserve plus d'une minute et vingt secondes d'avance sur sa poursuivante, tandis que Mikkola contrôle toujours la course, deux minutes devant. Le deuxième passage d'Arganil va remettre en cause les positions acquises : Mikkola crève et se fait dépasser par Röhrl le temps que l'équipage de l'Audi change de roue. Le pilote allemand est alors virtuellement en tête du rallye mais il va à son tour être victime d'une crevaison quelques kilomètres plus loin ; tentant sa chance, il termine la spéciale sur la jante, revenant à seulement quarante-neuf secondes de Mikkola, mais se voit rejoint au classement général par Michèle Mouton, qui a de nouveau accompli le meilleur temps. Désormais menacé, Mikkola repart à l'attaque et va se montrer le plus rapide dans les quatre tronçons suivants, accentuant l'écart sur sa coéquipière, tandis que Röhrl ne peut suivre le rythme des deux Audi et retombe à la troisième place. La course se termine sans changement, Mikkola et Mouton assurant le doublé pour la marque allemande, devant les trois Lancia de Röhrl, Alén (qui a courageusement tenu jusqu'au bout) et Vudafieri. Zanini termine sixième sur sa Talbot devant l'Audi Quattro privée de Wittmann et la Nissan de Terry Kaby. Neuvième, Santos a largement dominé le groupe 4 tandis que Marc Duez, seizième sur son Opel Manta, s'impose en groupe A. Trente-et-une voitures ont rallié l'arrivée.

### Classements intermédiaires
Classements intermédiaires des pilotes après chaque épreuve spéciale

### Classement général
| Pos | No | Pilote             | Copilote              | Voiture                 | Temps           | Écart             | Groupe |
| --- | -- | ------------------ | --------------------- | ----------------------- | --------------- | ----------------- | ------ |
| 1   | 3  | Hannu Mikkola      | Arne Hertz            | Audi Quattro A1         | 7 h 17 min 24 s |                   | B      |
| 2   | 1  | Michèle Mouton     | Fabrizia Pons         | Audi Quattro A1         | 7 h 18 min 19 s | + 55 s            | B      |
| 3   | 2  | Walter Röhrl       | Christian Geistdörfer | Lancia Rally 037        | 7 h 19 min 14 s | + 1 min 50 s      | B      |
| 4   | 4  | Markku Alén        | Ilkka Kivimäki        | Lancia Rally 037        | 7 h 24 min 29 s | + 7 min 05 s      | B      |
| 5   | 7  | Adartico Vudafieri | Maurizio Perissinot   | Lancia Rally 037        | 7 h 41 min 49 s | + 24 min 25 s     | B      |
| 6   | 10 | Antonio Zanini     | Victor Sabater        | Talbot Sunbeam Lotus    | 7 h 50 min 29 s | + 33 min 05 s     | B      |
| 7   | 9  | Franz Wittmann     | Peter Diekmann        | Audi Quattro A1         | 7 h 53 min 56 s | + 36 min 32 s     | B      |
| 8   | 12 | Terry Kaby         | Rob Arthur            | Nissan 240RS            | 7 h 54 min 08 s | + 36 min 44 s     | B      |
| 9   | 15 | Joaquim Santos     | Miguel Oliveira       | Ford Escort RS1800      | 8 h 16 min 38 s | + 59 min 14 s     | 4      |
| 10  | 19 | Georg Fischer      | Michael Weinziert     | Mitsubishi Lancer Turbo | 8 h 27 min 52 s | + 1 h 10 min 28 s | 4      |

### Équipages de tête
- ES1 :  Markku Alén -  Ilkka Kivimäki (Lancia Rally 037)
- ES2 à ES18 :  Walter Röhrl -  Christian Geistdörfer (Lancia Rally 037)
- ES19 à ES22 :  Stig Blomqvist -  Björn Cederberg (Audi Quattro A1)
- ES23 :  Hannu Mikkola -  Arne Hertz (Audi Quattro A1)
- ES24 à ES25 :  Stig Blomqvist -  Björn Cederberg (Audi Quattro A1)
- ES26 à ES43 :  Hannu Mikkola -  Arne Hertz (Audi Quattro A1)

### Vainqueurs d'épreuves spéciales
- Michèle Mouton -  Fabrizia Pons (Audi Quattro A1) : 14 spéciales (ES 15, 16, 23, 28 à 34, 36 à 38, 43)
- Walter Röhrl -  Christian Geistdörfer (Lancia Rally 037) : 10 spéciales (ES 2, 3, 5, 6, 8 à 10, 27, 30, 35)
- Hannu Mikkola -  Arne Hertz (Audi Quattro A1) : 10 spéciales (ES 4, 17, 21, 25, 26, 28, 39 à 42)
- Markku Alén -  Ilkka Kivimäki (Lancia Rally 037) : 6 spéciales (ES 1, 4, 7, 10, 22, 23)
- Stig Blomqvist -  Björn Cederberg (Audi Quattro A1) : 4 spéciales (ES 18 à 20, 24)
- Jean-Luc Thérier -  Michel Vial (Renault 5 Turbo) : 1 spéciale (ES 11)

## Résultats des principaux engagés
| No | Pilote                  | Copilote              | Voiture                 | Groupe | Classement général                             | Class. groupe |
| -- | ----------------------- | --------------------- | ----------------------- | ------ | ---------------------------------------------- | ------------- |
| 1  | Michèle Mouton          | Fabrizia Pons         | Audi Quattro A1         | B      | 2e à 55 s                                      | 2e            |
| 2  | Walter Röhrl            | Christian Geistdörfer | Lancia Rally 037        | B      | 3e à 1 min 50 s                                | 3e            |
| 3  | Hannu Mikkola           | Arne Hertz            | Audi Quattro A1         | B      | 1er                                            | 1er           |
| 4  | Markku Alén             | Ilkka Kivimäki        | Lancia Rally 037        | B      | 4e à 7 min 05 s                                | 4e            |
| 5  | Jean-Luc Thérier        | Michel Vial           | Renault 5 Turbo         | B      | ab. dans la 21e spéciale (suspension avant)    | -             |
| 6  | Stig Blomqvist          | Björn Cederberg       | Audi Quattro A1         | B      | ab. après la 34e spéciale (hors course)        | -             |
| 7  | Adartico Vudafieri      | Maurizio Perissinot   | Lancia Rally 037        | B      | 5e à 24 min 25 s                               | 5e            |
| 8  | Timo Salonen            | Seppo Harjanne        | Nissan 240RS            | B      | ab. dans la 28e spéciale (boîte de vitesses)   | -             |
| 9  | Franz Wittmann          | Peter Diekmann        | Audi Quattro A1         | B      | 7e à 36 min 32 s                               | 7e            |
| 10 | Antonio Zanini          | Victor Sabater        | Talbot Sunbeam Lotus    | B      | 6e à 33 min 05 s                               | 6e            |
| 11 | Marc Duez               | Léon Lejeune          | Opel Manta GT/E         | A      | 16e à 1 h 56 min 52 s                          | 1er           |
| 12 | Terry Kaby              | Rob Arthur            | Nissan 240RS            | B      | 8e à 36 min 44 s                               | 8e            |
| 15 | Joaquim Santos          | Miguel Oliveira       | Ford Escort RS1800      | 4      | 9e à 59 min 14 s                               | 1er           |
| 16 | António Rodrigues       | José Cotter           | Opel Ascona 400         | 4      | ab. avant la 15e spéciale (retrait volontaire) | -             |
| 17 | José Pedro Borges       | Rui Bevilacqua        | Ford Escort RS1800      | 4      | ab. dans la 10e spéciale (alternateur)         | -             |
| 18 | Carlos Torres           | Filipe Lopes          | Ford Escort RS1800      | 4      | ab. après la 34e spéciale (hors course)        | -             |
| 19 | Georg Fischer           | Michael Weinziert     | Mitsubishi Lancer Turbo | 4      | 10e à 1 h 10 min 28 s                          | 2e            |
| 20 | António Santinho Mendes | Rui Cunha             | Nissan Violet 160J      | 2      | ab. dans la 37e spéciale (accident)            | -             |
| 21 | Manuel Pereira          | José Nobre            | Renault 5 Turbo         | B      | ab. dans la 15e spéciale (moteur)              | -             |
| 25 | Christian Dorche        | Jacques Hénuset       | Citroën Visa Chrono     | B      | 13e à 1 h 36 min 42 s                          | 9e            |
| 27 | Philippe Wambergue      | Bernard Martin-Dondoz | Citroën Visa Chrono     | B      | ab. dans la 7e spéciale (différentiel)         | -             |
| 28 | Carlos Bica             | Fernando Prata        | Ford Escort RS1800      | 4      | 11e à 1 h 24 min 41 s                          | 3e            |
| 29 | Christian Rio           | Jean-Bernard Vieu     | Citroën Visa Chrono     | B      | ab. dans la 11e spéciale (soupape)             | -             |
| 30 | Jorge Ortigão           | João Baptista         | Toyota Starlet          | 2      | ab. dans la 35e spéciale (conduite d'essence)  | -             |
| 31 | Maurice Chomat          | Didier Breton         | Citroën Visa Chrono     | B      | ab. dans la 26e spéciale (direction)           | -             |
| 36 | 'Pêquêpê'               | Manuel Jonet          | Opel Kadett GT/E        | A      | ab. dans la 17e spéciale (transmission)        | -             |
| 42 | 'Tchine'                | Pierre Thimonier      | Opel Ascona             | 2      | 12e à 1 h 32 min 20 s                          | 1er           |

## Classements des championnats à l'issue de la course

### Constructeurs
- Attribution des points : 10, 9, 8, 7, 6, 5, 4, 3, 2, 1 respectivement aux dix premières marques de chaque épreuve, additionnés de 8, 7, 6, 5, 4, 3, 2, 1 respectivement aux huit premières de chaque groupe (seule la voiture la mieux classée de chaque constructeur marque des points). Les points de groupe ne sont attribués qu'aux concurrents ayant terminé dans les dix premiers au classement général. Autorisées à participer, les voitures des groupes 2 et 4 ne sont pas éligibles aux points. Respectivement treizième et seizième du Rallye du Portugal, Citroën et Opel sont considérés neuvième et dixième de cette épreuve dans le cadre du championnat, car précédés par des voitures des groupes 2 ou 4, et marquent donc des points.

- Seuls les sept meilleurs résultats (sur dix épreuves) sont retenus pour le décompte final des points.

| Pos. | Marque  | Points | M-C  | POR  | SAF | COR | ACR | NZ | ARG | FIN | SAN | RAC |
| ---- | ------- | ------ | ---- | ---- | --- | --- | --- | -- | --- | --- | --- | --- |
| 1    | Lancia  | 32     | 10+8 | 8+6  |     |     |     |    |     |     |     |     |
| 1=   | Audi    | 32     | 8+6  | 10+8 |     |     |     |    |     |     |     |     |
| 3    | Opel    | 19     | 6+4  | 1+8  |     |     |     |    |     |     |     |     |
| 4    | Talbot  | 8      | -    | 5+3  |     |     |     |    |     |     |     |     |
| 5    | Renault | 6      | 4+2  | -    |     |     |     |    |     |     |     |     |
| 6    | Nissan  | 4      | -    | 3+1  |     |     |     |    |     |     |     |     |
| 7    | Citroën | 2      | -    | 2+0  |     |     |     |    |     |     |     |     |

### Pilotes
- Attribution des points : 20, 15, 12, 10, 8, 6, 4, 3, 2, 1 respectivement aux dix premiers de chaque épreuve.
- Seuls les sept meilleurs résultats (sur douze épreuves) sont retenus pour le décompte final des points. Autorisés à participer, les pilotes courant sur des voitures des groupes 2 et 4 ne sont pas éligibles aux points.

| Pos. | Pilote              | Marque     | Points | M-C | SUE | POR | SAF | COR | ACR | NZ | ARG | FIN | SAN | CIV | RAC |
| ---- | ------------------- | ---------- | ------ | --- | --- | --- | --- | --- | --- | -- | --- | --- | --- | --- | --- |
| 1    | Hannu Mikkola       | Audi       | 50     | 10  | 20  | 20  |     |     |     |    |     |     |     |     |     |
| 2    | Walter Röhrl        | Lancia     | 32     | 20  | -   | 12  |     |     |     |    |     |     |     |     |     |
| 3    | Stig Blomqvist      | Audi       | 27     | 12  | 15  | -   |     |     |     |    |     |     |     |     |     |
| 4    | Markku Alén         | Lancia     | 25     | 15  | -   | 10  |     |     |     |    |     |     |     |     |     |
| 4=   | Michèle Mouton      | Audi       | 25     | -   | 10  | 15  |     |     |     |    |     |     |     |     |     |
| 6    | Ari Vatanen         | Opel       | 14     | 8   | 6   | -   |     |     |     |    |     |     |     |     |     |
| 7    | Lasse Lampi         | Audi       | 12     | -   | 12  | -   |     |     |     |    |     |     |     |     |     |
| 8    | Kalle Grundel       | Volkswagen | 8      | -   | 8   | -   |     |     |     |    |     |     |     |     |     |
| 8=   | Adartico Vudafieri  | Lancia     | 8      | -   | -   | 8   |     |     |     |    |     |     |     |     |     |
| 10   | Henri Toivonen      | Opel       | 6      | 6   | -   | -   |     |     |     |    |     |     |     |     |     |
| 10=  | Antonio Zanini      | Talbot     | 6      | -   | -   | 6   |     |     |     |    |     |     |     |     |     |
| 12   | Jean Ragnotti       | Renault    | 4      | 4   | -   | -   |     |     |     |    |     |     |     |     |     |
| 12=  | Sören Nilsson       | Nissan     | 4      | -   | 4   | -   |     |     |     |    |     |     |     |     |     |
| 12=  | Franz Wittmann      | Audi       | 4      | -   | -   | 4   |     |     |     |    |     |     |     |     |     |
| 15   | Jean-Claude Andruet | Lancia     | 3      | 3   | -   | -   |     |     |     |    |     |     |     |     |     |
| 15=  | Mikael Ericsson     | Audi       | 3      | -   | 3   | -   |     |     |     |    |     |     |     |     |     |
| 15=  | Terry Kaby          | Nissan     | 3      | -   | -   | 3   |     |     |     |    |     |     |     |     |     |